# 5753 Yoshidatadahiko
5753 Yoshidatadahiko è un asteroide della fascia principale. Scoperto nel 1992, presenta un'orbita caratterizzata da un semiasse maggiore pari a 2,2665629 UA e da un'eccentricità di 0,1639365, inclinata di 8,61528° rispetto all'eclittica.